# Czech Juniors 2013
Das Czech Juniors 2013 als bedeutendstes internationales Nachwuchsturnier von Tschechien im Badminton fand vom 14. bis zum 17. November 2013 in Orlová statt.

## Sieger und Platzierte der Junioren U19
| Disziplin    | Gold                               | Silber                           | Bronze                           |
| ------------ | ---------------------------------- | -------------------------------- | -------------------------------- |
| Herreneinzel | Mateusz Świerczyński               | Krzysztof Jakowczuk              | Dragoslav Petrović               |
| Herreneinzel | Mateusz Świerczyński               | Krzysztof Jakowczuk              | Jaromír Janáček                  |
| Dameneinzel  | Mariya Mitsova                     | Kristina Averkina                | Alina Davletova                  |
| Dameneinzel  | Mariya Mitsova                     | Kristina Averkina                | Anastasia Ronzhina               |
| Herrendoppel | Miłosz Bochat Mateusz Świerczyński | Rodion Alimov Alexandr Kozyrev   | Jan Hubáček Jiří Louda           |
| Herrendoppel | Miłosz Bochat Mateusz Świerczyński | Rodion Alimov Alexandr Kozyrev   | Leon Seiwald Andrej Serov        |
| Damendoppel  | Maria Dmitrieva Elizaveta Tarasova | Katarina Beton Ana Marija Šetina | Kristina Averkina Ekaterina Kut  |
| Damendoppel  | Maria Dmitrieva Elizaveta Tarasova | Katarina Beton Ana Marija Šetina | Valeria Menkova Kristina Vyrvich |
| Mixed        | Miłosz Bochat Joanna Stanisz       | Rodion Alimov Alina Davletova    | Piotr Wasiluk Karolina Janowska  |
| Mixed        | Miłosz Bochat Joanna Stanisz       | Rodion Alimov Alina Davletova    | Bohumil Kašela Angelika Vargová  |